# Casoria
Casoria es un municipio italiano localizado en la ciudad metropolitana de Nápoles, región de Campania. Cuenta con 77.357 habitantes en 12,13 km².
Casoria limita con las siguientes comunas: Afragola, Arzano, Cardito, Casalnuovo di Napoli, Casavatore, Frattamaggiore, Nápoles y Volla.

## Etimología
El nombre Casoria deriva de una crónica anónima sobre el Ducado de Capua en la mitad del siglo X. La tradición popular dice que el término deriva del latín Casa Aurea interpretando el escudo comunal, de una casa dorada sobre un campo azul. 
También el nombre puede derivar de la palabra κασάυρον (kasáuron), que significa prostíbulo, dado a la gran cantidad que había en la zona.
Otra versión afirma que el nombre deriva de Casa Mauro, la casa de San Mauro, santo patrono de la ciudad.

## Monumentos

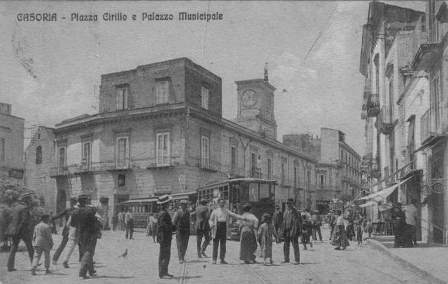
Piazza Cirillo en la primera mitad del.

El centro histórico de la ciudad está constitituido por tres plazas (piazza Cirillo, piazza Trieste e Trento e piazza Santa Croce), muy importante es la  vía Santa Croce donde se ubica la iglesia de San Mauro. Otros monumentos son:
- La iglesia de San Benedetto. Iniciada en 1605 y terminada en 1694. La actual estructura es diferente a la antigua debido a un incendio. Posee una cúpula y un campanario.
- Iglesia de Santa Maria delle Grazie o dell'Assunta. Ya existente en el siglo XV fue reconstruida en 1737. Debido a la depresión del terreno se debió construir una escalera en 1857.
- Iglesia de San Mauro. Reconstruida sobre el sitio de una antigua capilla en 1606.
- Iglesia del Santísimo Sacramento (con el monasterio anexo). Construida entre el 1893 y 1899 por la orden de las  "Vittime Espiatrici di Gesù Sacramento" (Víctimas Expiatorias del Sacramento de Jesús), bajo la dirección de Francis Goldsmith. Estilo gótico, tiene planta de cruz latina con tres naves.

## Museo de Arte Contemporáneo
La ciudad alberga el CAM Casoria Contemporary Art Museum.

## Demografía
| Gráfica de evolución demográfica de Casoria entre 1861 y 2011 |
|                                                               |
| Fuente ISTAT - elaboración gráfica de Wikipedia               |